# Duggavara, Challakere
Duggavara là một làng thuộc tehsil Challakere, huyện Chitradurga, bang Karnataka, Ấn Độ.